# Auburn (Alabama)
Auburn è una città nella Contea di Lee, in Alabama. È la più grande città dell'est Alabama con una popolazione di 51.906 (secondo il censimento USA del 2006). È la città principale dell'Area Metropolitana di Auburn, che ha una popolazione complessiva di 276.000 abitanti.
Vi ha sede l'Università di Auburn. Auburn è stata caratterizzata da una crescita rapidissima ed è l'area metropolitana dell'Alabama con crescita più veloce, e la diciannovesima degli Stati Uniti dal 1990. Il nome non ufficiale della città è Il villaggio più incantevole nelle pianure, traduzione di The Loveliest Village On The Plains, preso da una poesia di Oliver Goldsmith.
Vi si trova la sede del Ludwig von Mises Institute.